# تاتیانا اوکونوسکایا
تاتیانا کیریلوونا اوکونوسکایا (به روسی: Татьяна Кирилловна Окуневская)(زادهٔ ۳ مارس ۱۹۱۴) یک هنرپیشه اهل شوروی و روسی بود.

## زندگی‌نامه
تاتیانا در ۳ مارس ۱۹۱۴ در زاویدوو در یک خانواده اصیل زاده شد. پدر او کریل تیتوویچ اوکونفسکی، افسر پلیس (۱۸۷۶–۱۹۳۷) و مادرش اوگنیا الکساندرونا اوکونوسکایا بود.
تحت حمایت معمار میخائیل پاولوویچ پاروسنیکوف، او به عنوان یک دانشجوی داوطلب در مؤسسه معماری مسکو استخدام شد اما با اعتراف خودش او مجبور به رفتن به آن مؤسسه شده بود و به صورت داوطلب به آن مؤسسه نرفته بود. در اوت ۱۹۳۷، پدرش دستگیر شد و کمتر از دو هفته بعد در زمین تمرینی در منطقه بوتوو اعدام شد.
بین سال‌های ۱۹۳۷ تا ۱۹۳۸ او در تئاتر گورکی مشغول به کار شد. در همان زمان، او به‌طور فعال در فیلم‌هایی در سینما نیز بازی می‌کرد. اولین بازی او در نقش خانم کاره-لامدون در فیلمی به کارگردانی میخائیل روم به نام «پیشکا» بود که در سال ۱۹۳۴ منتشر شد. از سال ۱۹۴۳ تا ۱۹۴۸ او در تئاتر لنین کومسومول بازی کرد.

### دستگیری و تبعید
در ۱۳ نوامبر ۱۹۴۸، او تحت قانون شوروی و بر اساس ماده ۵۸٫۱۰ به دلیل تحریک و تبلیغات ضد شوروی دستگیر شد. آن‌طور که اوکونوسکایا ادعا کرد، در حین دستگیری ظاهراً هیچ حکمی به او ارائه نشده است، در حالی که، به گفته رازاکوف، یادداشت کوتاهی به او نشان داده شده است که متنی حاوی جمله: «شما در معرض بازداشت هستید. آباکوموف» به او ارائه شده است که البته به صورت حکمی نبوده است. پس از آن دستگیری ماجراجویی‌های تاتیانا در زندان‌ها و اردوگاه‌های شوروی آغاز شد.
طبق خاطرات تاتیانا، در میان طرفداران او افراد مشهوری مانند کمیسر امور داخلی اتحاد جماهیر شوروی، لاورنتی بریا، رئیس ستاد کل پارتیزان‌های یوگسلاوی، کوچا پوپوویچ، مارشال بروز تیتو و وزیر امنیت دولتی ویکتور آباکوموف قرار داشتند. با این وجود، دخترش، اینگا دیمیتریونا سوخودرو، که با او در همان آپارتمان زندگی می‌کرد، انکار می‌کند که مادرش چنین تحسین‌کنندگانی داشته باشد و مادرش را به عنوان یکی از فریبکاران بزرگ قرن بیستم معرفی می‌کند. واقعیت آزار و اذیت این بازیگر زن در خاطرات آنها توسط آنتون ولادیمیرویچ، الکساندر میخائیلوویچ، یوری میخایلوویچ نقل شده است. جوسیپ بروز تیتو از سال ۱۹۴۳ تا ۱۹۵۲ طلاق گرفته بود، که با اظهارات اوکونفسکایا که در تور یوگسلاوی از او دعوت کرده بود تا در یوگسلاوی با او بماند و در صورت موافقت، قول داده بود یک استودیوی فیلم شخصی برای او در سرزمین مادری خودش در کرواسی بسازد. دختر اوکونوسکایا همچنین مدعی است که مادرش به دلیل داشتن رابطه با یک خارجی که نامش را نمی‌برد، دستگیر شده است و هنگام دستگیری مادرش حکم بازداشت او صادر شده است. طبق شهادت او، هیچ یادداشتی از آباکوموف در هنگام دستگیری به مادرش ارائه نشده است. طبق شهادت یوری کروتکوف افسر سابق کاگ‌ب، به کمیته فرعی امنیت داخلی سنای ایالات متحده (۱۹۶۹)، اوکونفسکایا با دبیر اول سفارت هند در مسکو کائول در ارتباط بوده و در گفتگو با او دربارهٔ استالین منفی صحبت می‌کرده است.
اوگنی پتروویچ بازیگر همکار اوکونفسکایا می‌گوید: «که با انبوهی از مردان عالی‌رتبه آشنای نزدیک داشت». او همچنین اضاف می‌کند که تاتیانا خبرچین بریا بود و دستگیری او نتیجه درگیری بین بریا و آباکوموف بوده است.
پس از دستگیری تاتیانا او به یک سال و یک ماه حبس محکوم می‌شود و این دوره حبث را در یک سلول مشترک می‌گذراند سپس بار دیگر به ده سال محکوم شد و به استپلاگ در ژزکازگان فرستاده شد.
در سال ۱۹۵۴، تاتیانا از زندان آزاد شد و به گروه تئاتر بازگشت. تاتیانا به تئاتری برگشته بود که لنین کومسومول نام داشت و تا سال ۱۹۵۹ در آنجا کار کرد.
خاطرات نوشته شده تاتیانا
اوکونفسکایا حتی در سالهای رو به زوال خود، فرم بدنی عالی و ذهنی تیز داشت. او در ۸۶ سالگی تصمیم به جراحی پلاستیک گرفت. این عمل جراحی یک جراحی مرگبار برای او بود. او به یک عفونت جدی (هپاتیت) مبتلا شد که تاتیانا کیریلوونا تقریباً دو سال با آن دست و پنجه نرم کرد.
او در ۱۵ می ۲۰۰۲ درگذشت. او در ۲۰ مه به خاک سپرده شد. مزار او در مسکو در کنار قبر مادرش در بخش ۲۳ قرار دارد.

## فیلم‌ها
- روزهای پر هیجان (۱۹۳۵)
- در دونباس اتفاق افتاد (۱۹۴۵)
- ستاره فریبنده خوشبختی (۱۹۷۵)
- بازگشت مقیم (۱۹۸۲)
- خانه‌ای برای ثروتمندان (۲۰۰۰)